# ادمانسون ایکرز (کالیفرنیا)
ادمانسون ایکرز (به انگلیسی: Edmundson Acres) یک منطقهٔ مسکونی در ایالات متحده آمریکا است که در شهرستان کرن، کالیفرنیا واقع شده‌است. ادمانسون ایکرز ۰٫۱۷۱ کیلومتر مربع مساحت و ۲۷۹ نفر جمعیت دارد و ۱۴۸ متر بالاتر از سطح دریا واقع شده‌است.